# Coupe d'Europe de baseball de la CEB
Ne doit pas être confondu avec Coupe d'Europe de baseball.
La Coupe d'Europe de baseball de la CEB est une ancienne compétition de baseball organisée par la Confédération européenne de baseball dans laquelle s'affrontaient les meilleures équipes de clubs non qualifiées en Coupe d'Europe de baseball.
La première compétition a lieu en 1993 et se déroule chaque année.
En France, c'est le vainqueur du Challenge de France, équivalent à la coupe de France réunissant les équipes d'élite qui gagnait sa participation à cette compétition.

## La compétition
La compétition se tient en deux phases : une phase de qualification et une phase finale impliquant huit clubs. Cette phase finale se tient sur quelques jours sous forme de tournoi avec une phase de poules, puis des demi-finales sur un match et une finale sur un match.

## Palmarès
| Année | Hôte               |                                                | Premier                                     | Deuxième                                      | Troisième |
| ----- | ------------------ | ---------------------------------------------- | ------------------------------------------- | --------------------------------------------- | --------- |
| 1993  | Italie             | Nettuno Baseball Nettuno, Italie               | Fonte Gaudianello Bologna Bologne, Italie   | CAD Irabia Pamplona Pampelune, Espagne        |           |
| 1994  | France             | Telemarket Rimini Rimini, Italie               | CAD Irabia Pamplona Pampelune, Espagne      | Nice UC Nice, France                          |           |
| 1995  | Italie             | Nettuno Baseball Nettuno, Italie               | HCAW Bussum, Pays-Bas                       | CAD Irabia Pamplona Pampelune, Espagne        |           |
| 1996  | Italie             | Juventus 48 Turin, Italie                      | CB Caserta Caserta, Italie                  | Kovo Mac Source République tchèque            |           |
| 1997  | Espagne            | Bbc Grosseto Grosseto, Italie                  | CSKA PVO Balashikha Russie                  | CAD Irabia Pamplona Pampelune, Espagne        |           |
| 1998  | Russie             | GB Ricambi Modena Modène, Italie               | Lions de Savigny Savigny-sur-Orge, France   | CAD Irabia Pamplona Pampelune, Espagne        |           |
| 1999  | Espagne            | GB Ricambi Modena Modène, Italie               | CAD Irabia Pamplona Pampelune, Espagne      | Szentendre Sleepwalkers Hongrie               |           |
| 2000  | Italie             | Nettuno Baseball Nettuno, Italie               | GB Ricambi Modena Modène, Italie            | Barracudas de Montpellier Montpellier, France |           |
| 2001  | France             | Technika Brno Brno, République tchèque         | Lions de Savigny Savigny-sur-Orge, France   | Cologne Dodgers Cologne, Allemagne            |           |
| 2002  | Espagne            | Sokol K.R.C. Prague Prague, République tchèque | CB Oskarshamns Suède                        | Paris UC Paris, France                        |           |
| 2003  | Croatie            | Cologne Dodgers Cologne, Allemagne             | Kelteks Karlovac Croatie                    | Rojos de Tenerife Espagne                     |           |
| 2004  | Allemagne          | Marlins Puerto de la Cruz Espagne              | Solingen Alligators Solingen, Allemagne     | CB Tranas Suède                               |           |
| 2005  | République tchèque | Zagreb BC Zagreb, Croatie                      | Marlins Puerto de la Cruz Espagne           | Fürth Pirates Allemagne                       |           |
| 2006  | Espagne            | Kelteks Karlovac Croatie                       | Solingen Alligators Solingen, Allemagne     | Templiers de Sénart Melun-Sénart, France      |           |
| 2007  | Croatie            | FC Barcelone Barcelone, Espagne                | Heidenheim Heideköpfe Heidenheim, Allemagne | Tigers de Toulouse Toulouse, France           |           |